# Schonvermögen
Das Schonvermögen ist ein im deutschen Sozialrecht und im deutschen Unterhaltsrecht gebräuchlicher Begriff und bezeichnet die Einschränkung der Verpflichtung zum Einsatz eigenen Vermögens.
Im Sozialrecht bezeichnet er diejenigen Vermögensgegenstände, die entgegen dem Subsidiaritätsprinzip ein Hilfebedürftiger nicht zur Bestreitung seines Lebensunterhalts einsetzen muss (§ 90 Abs. 2 SGB XII, § 12 Abs. 3 SGB II).
Beim Elternunterhalt wird damit ein bestimmter Selbstbehalt bezeichnet, der dem Unterhaltspflichtigen verbleiben muss, damit er infolge der Unterhaltspflicht nicht selber bedürftig wird (§ 1603 Abs. 1 BGB). Welche Vermögensgegenstände im Einzelnen darunter fallen, hat der Bundesgerichtshof anhand von Einzelfällen entschieden.
Beispiele für Schonvermögen sind bestimmte Freibeträge bei Geldvermögen, ein angemessenes Fahrzeug oder eine angemessene selbstgenutzte Immobilie. Schonvermögen bei der Berechnung des Elternunterhalts können in begrenzter Höhe auch Beträge zur Altersvorsorge sein.

## Sozialrecht

### Sozialhilfe
Nach § 90 Abs. 1 SGB XII ist grundsätzlich das gesamte verwertbare Vermögen einzusetzen. Absatz 2 führt jedoch eine Reihe von Ausnahmen auf, in denen Vermögen nicht eingesetzt werden muss, um Sozialhilfe zu erhalten.
Nicht eingesetzt werden muss demnach:
- ein Vermögen, das aus öffentlichen Mitteln zum Aufbau oder zur Sicherung einer Lebensgrundlage oder zur Gründung eines Hausstandes erbracht wird. Gemeint sind hier etwa die Leistungen des Lastenausgleichsgesetzes oder der Zuschuss zu einem behindertengerechten Kfz im Rahmen der Leistungen zur Teilhabe am Arbeitsleben nach der Kraftfahrzeughilfe-Verordnung. Die damit erworbenen Gegenstände fallen nicht mehr unter diesen Punkt, können aber aufgrund anderer Regelungen geschützt sein.[2]
- staatlich geförderte Altersvorsorge (Riester-Rente, Rürup-Rente, Betriebsrente). Im Gegensatz zum SGB II ist die Höhe der Altersvorsorge nicht beschränkt.[3]
- sonstiges Vermögen, solange es nachweislich zur baldigen Beschaffung oder Erhaltung eines Hausgrundstücks bestimmt ist, soweit dieses Wohnzwecken behinderter oder pflegebedürftiger Menschen dient oder dienen soll und dieser Zweck durch den Einsatz oder die Verwertung des Vermögens gefährdet würde. Der Nachweis hierzu kann etwa durch Baupläne und Finanzierungspläne erbracht werden.[4] Der Leistungsbezieher muss nicht selbst behindert sein, sondern das Vermögen kann auch einer anderen Person zugutekommen; die Zielperson muss auch nicht selbst hilfebedürftig sein.[5] Das Vermögen ist solange geschützt, wie es baldig, das heißt in einem absehbaren Zeitraum, dem genannten Zweck dienen kann; der Vermögensschutz entfällt, wenn der Zweck nicht mehr erreicht werden kann, etwa wenn die Zielperson dauerhaft stationär untergebracht wird.[6]
- angemessener Hausrat, wobei die bisherigen Lebensverhältnisse der nachfragenden Person und auch der anderen in der Einsatzgemeinschaft lebenden Personen zu berücksichtigen sind.[7]
- Gegenstände, die zur Aufnahme oder Fortsetzung der Berufsausbildung oder der Erwerbstätigkeit unentbehrlich sind; darüber hinaus auch Gegenstände, die zur Fortführung der Schulausbildung unentbehrlich sind.[8]
- Familien- und Erbstücke, deren Veräußerung für die nachfragende Person oder ihre Familie eine besondere Härte bedeuten würde. Eine besondere Härte ist etwa dann gegeben, wenn es sich um das letzte Erinnerungsstück eines nahen Verwandten handelt.[9]
- Gegenstände, die zur Befriedigung geistiger, insbesondere wissenschaftlicher oder künstlerischer Bedürfnisse dienen und deren Besitz nicht Luxus ist, insbesondere Bücher, Musikinstrumente, Tonträger, Fotoapparate und ähnliche Gegenstände.[10]

Im Rechtskreis SGB XII gelten, anders als im Rechtskreis SGB II keine pauschalen Angemessenheitsgrenzen für selbstgenutztes Wohneigentum, hier muss im Rahmen einer Gesamtschau festgestellt werden, ob der selbstbewohnte Wohnraum angemessen ist oder nicht. Das Gesetz spricht hier von Wohneigentum, „das von der nachfragenden Person oder einer anderen in den § 19 Abs. 1 bis 3 genannten Person allein oder zusammen mit Angehörigen ganz oder teilweise bewohnt wird und nach ihrem Tod von ihren Angehörigen bewohnt werden soll“. Der letzte Satz soll aber nicht dazu dienen, Leistungsbezieher zu diskriminieren, die keine Angehörigen haben, sondern lediglich den Schutz der Immobilie auch nach dem Tod des Leistungsbeziehers sicherstellen, solange Angehörige die Immobilie bewohnen.
Unter die Härtefallregelung in § 90 Abs. 3 SGB XII fällt beispielsweise eine angemessenen Bestattungsvorsorge.

#### Freibeträge
Ebenfalls geschützt sind kleinere Barbeträge und sonstige Vermögenswerte. Die Höhe dieses Betrags richtet sich nach § 1 der Verordnung zur Durchführung des § 90 Abs. 2 Nr. 9 des Zwölften Buches Sozialgesetzbuch. Der Freibetrag beträgt bei der Hilfe zum Lebensunterhalt 10.000 €. Für jede weitere Person, die vom Leistungsempfänger unterhalten wird, gilt ein zusätzlicher Freibetrag von 500 €. Erhält ein Kind nur Naturalleistungen (Erziehung und Pflege), wird es rechtlich nicht unterhalten.
§ 2 der Durchführungsverordnung sieht die selten genutzte Möglichkeit vor, den Freibetrag zu erhöhen oder abzusenken. Dies entspricht in etwa der Regelung des § 87 SGB XII, wonach Einkommen nur in angemessenem Umfang eingesetzt werden, wobei sich die Angemessenheit nach der Besonderheit des Einzelfalls bestimmt. Eine Absenkung des Freibetrags ist nur dann möglich, wenn der Leistungsbezieher die Voraussetzungen für die Gewährung von Sozialhilfe vorsätzlich oder grob fahrlässig herbeigeführt hat.
Der Freibetrag von 10.000 € gilt über § 1836c BGB auch bei der Vergütung und dem Aufwendungsersatz für rechtliche Betreuer, Vormünder und Pfleger. Ebenso ist dieser Betrag für die Bewilligung von Prozesskostenhilfe nach § 115 ZPO maßgeblich.

### Arbeitslosengeld II
Beim zum 1. Januar 2023 abgeschafften Arbeitslosengeld II betrug die Freigrenze nach dem SGB II mindestens 3.850 € und je nach Alter bis zu 10.800 € – ohne Altersvorsorge-Freibetrag; durch Ausschöpfen des Freibetrags für besondere Altersvorsorge-Konstruktionen nach § 12 Abs. 2 Satz 1 Nr. 3 SGB II konnte das Schonvermögen insgesamt bis zu 61.050 € betragen (Volljährige ab Geburtsjahrgang 1964, Stand 17. April 2010). Über der Schongrenze liegendes Vermögen musste grundsätzlich eingesetzt werden, bevor die Sozialleistung in Anspruch genommen werden kann. Hier bestehen Ausnahmeregelungen zur Vermeidung unbilliger Härten.
Angemessen waren im Rechtskreis SGB II im Rahmen selbstbewohnten Wohnraums Eigentumswohnungen bis 120 m² und Häuser bis 130 m² Wohnfläche für einen Vier-Personen-Haushalt. Leben in einem Haushalt mehr oder weniger Personen, sind im Regelfall pro Person 20 m² abzuziehen bzw. hinzuzurechnen. Für Ein-Personen-Haushalte galt die Obergrenze von 80 m² in Eigentumswohnungen und 90 m² in Häusern. Zu berücksichtigen sind ebenfalls Grundstücke, die in städtischen Gebieten 500 m² und im ländlichen Bereich 800 m² in der Regel nicht überschreiten dürfen. Im Einzelfall konnte auch eine größere Wohnung angemessen sein, etwa wenn Teile der Wohnung gewerblich genutzt wurden. Grundsätzlich ist bei der Größe des Haushalts nur die Bedarfsgemeinschaft zu berücksichtigen, andere Bewohner der Wohnung spielen keine Rolle. Ausnahmen konnten etwa bei der Aufnahme von Pflegekindern in den Haushalt gelten. Ein zunächst als angemessen geltendes Wohneigentum konnte nach Ansicht des Bundessozialgerichts später wieder unangemessen werden, etwa durch Auszug der Kinder. Für die Frage der angemessenen Größe von Wohnraum ist auf die Bewohnerzahl während des Leistungsbezugs abzustellen (§ 12 Abs. 3 Satz 2 SGB II). Auch nach Ansicht des Bundesverfassungsgerichts war dies zur Realisierung des Bedarfsdeckungsprinzips im verfassungsrechtlichen Sinne geeignet und erforderlich, die daraus für Eltern ausgezogener Kinder resultierende Ungleichheit stehe zu dem Regelungszweck des § 12 Abs. 3 Satz 1 Nr. 4, Abs. 3 Satz 2 SGB II nicht außer Verhältnis.

### Bürgergeld
Beim zum 1. Januar 2023 eingeführten Bürgergeld beträgt das Schonvermögen im ersten Jahr des Bezuges (Karenzzeit) 40.000 Euro für den Antragsteller und 15.000 Euro für jedes weitere Mitglied der Bedarfsgemeinschaft. Ab dem zweiten Jahr gilt ein Vermögensfreibetrag von 15.000 Euro pro Mitglied der Bedarfsgemeinschaft. Wenn ein Mitglied der Bedarfsgemeinschaft mehr Vermögen hat, ein anderes Mitglied der Bedarfsgemeinschaft weniger als 15.000 Euro, so wird sein nicht genutzter Freibetrag auf das andere Mitglied der Bedarfsgemeinschaft übertragen.
Kein anrechenbares Vermögen ist ein selbstgenutztes Eigenheim oder eine selbstgenutzte Eigentumswohnung, sofern sie eine angemessene Größe nicht überschreitet. Angemessen ist – nach den vorliegenden Gerichtsentscheidungen – eine Eigentumswohnung einer Größe von bis zu 130 m² oder ein Eigenheim einer Größe von bis zu 140 m². Auf die Anzahl der Bewohner kommt es in diesem Zusammenhang nicht an.